# Gamodubu
Gamodubu is een dorp in het district Kweneng in Botswana. De plaats telt 501 inwoners (2011).